# Australischer Goldbarsch
Der Australische Goldbarsch (Macquaria ambigua) ist ein australischer Süßwasserfisch und gehört zu der Familie der Dorschbarsche. Benannt wurde die Gattung Macquaria nach ihrem Vorkommen im Macquarie River.

## Beschreibung
Der Australische Goldbarsch ist ein mittelgroßer Fisch mit einer Länge von 30–40 cm und einem Gewicht von 1–2 kg, wobei die Barsche in stehenden Gewässern schwerer sind. So wurden in aufgestautem Wasser schon Tiere mit einem Gewicht von 23 kg und einer Länge von 76 cm gefangen. In Flüssen liegt der Gewichtsrekord der Gattung bei nur 9 kg. Der Barsch ist seitlich zusammengedrückt und die Körperfarbe reicht von bronzefarben über olivgrün bis bräunlich, wobei der Bauch gelblich ist. Von dieser Gelbfärbung ist der englische Trivialname für den Fisch, Yellowbelly abgeleitet, der neben dem Namen Golden Perch verwendet wird. Er besitzt einen leicht hervorstehenden Unterkiefer und einen abgerundeten Schwanz. Er kann ein Alter von über 25 Jahren erreichen, wobei der Durchschnitt zwischen 10 und 12 Jahren liegt. Der Australische Goldbarsch ernährt sich von Fischen, Weichtieren und Krebsen.

## Verbreitung
Die Art ist meist in den Unterläufen und Billabongs des Murray-Darling-Becken anzutreffen. Trübes, warmes, tiefes, langsam fließendes Binnengewässer bevorzugt er, doch er kann auch in Brackwasser mit einem Salzgehalt von 3,2 % (Meerwasser 3,5 %) überleben.

## Fortpflanzung
Die Fische wandern bis zu 1000 km flussaufwärts, um dort im Spätfrühling zu laichen, wobei die Geschlechtsreife bei Männchen nach 2, bei Weibchen nach 4 Jahren eintritt. Ein normal großes Weibchen kann eine halbe Million Eier tragen und laicht diese bei einer Wassertemperatur über 20 °C ab. Die anfangs 3,5 mm großen Larven schlüpfen nach einer sehr kurzen Zeit von 1–2 Tagen und schwimmen danach wieder flussabwärts.

## Bedrohungen
Durch ein Eingreifen des Menschen durch Staudämme und Wehre wird das Zugverhalten der Tiere und das Laichverhalten gestört. Dies kann unabsehbare Auswirkungen auf die Populationen haben.